# Wilczy Potok (dopływ Łomniczki)
Wilczy Potok (niem. Gifseifen) – potok górski, lewy dopływ Łomniczki o długości około 1,9 km.
Potok płynie w Sudetach Zachodnich, w Karkonoszach, w woj. dolnośląskim. W części źródliskowej składa się z kilku potoków, wypływających wachlarzowato z zalesionego północno-wschodniego zbocza Kopy w Karkonoszach, z których najdłuższy wypływa ze źródła na wysokości około 920 m n.p.m. Potok w górnym biegu płynie stromą, zalesioną, rozległą i płytką doliną, położoną na terenie Karkonoskiego Parku Narodowego, w dolnym biegu płynie skrajem lasu regla dolnego w kierunku Łomniczki, do której wpada na wysokości ok. 650 m n.p.m. w okolicy południowo-zachodnich obrzeży Karpacza. Zasadniczy kierunek biegu potoku jest północno-wschodni. Potok nieuregulowany o wartkim prądzie wody, w okresach wzmożonych opadów i wiosennych roztopów.
Potok przecinają dwa szlaki turystyczne:
- w górnym biegu czerwony - prowadzący z Karpacza przez schronisko „Nad Łomniczką” do schroniska "Dom Śląski" na Przełęczy pod Śnieżką,
- w dolnym biegu zielony - prowadzący Karpacza na Przełęcz Okraj.